# EMC Symmetrix
Il sistema Symmetrix è un sistema di storage disk array di classe enterprise prodotto dalla EMC Corporation. Sono state prodotte varie generazioni di Symmetrix, dalla prima presentata nel 1990 fino alla più recente, la serie Symmetrix V-Max, annunciata nell'aprile 2009. Con le varie generazioni, sono state introdotte sia nuove funzionalità che sostanziali modifica alla base software, questo ha permesso di aumentare sia le capacità che le prestazioni di vari ordini di grandezza.

## Storia
L'array Symmetrix, all'epoca prodotto di punta dell'EMC, fu commercializzato nel 1990 come uno storage disk array collegabile ai mainframe IBM mediante il Block Multiplex Channel - (conosciuto anche come Bus and Tag). Nelle generazioni successive di Symmetrix sono stati introdotti altri protocolli di connessione tra i quali ESCON, SCSI, SAN basate su Fibre Channel, FICON ed iSCSI.
Il sistema Symmetrix ebbe diffusione inizialmente fra le compagnie aeree e le aziende disposte ad abbandonare la sicurezza del sistema dischi IBM 3390 ed assumersi il rischio dei meno collaudati array Symmetrix. Grazie a questo prodotto EMC crebbe rapidamente negli anni novanta sia in dimensioni che di valore, da una compagnia valutata centinaia di migliaia di dollari ad una multimilionaria.  Il Symmetrix è stato sviluppato da un gruppo guidato da Moshe Yanai che ne gestì lo sviluppo dalla sua nascita alla fine degli anni ottanta fino a poco prima di lasciare l'EMC nel 2001, ed il gruppo di sviluppo crebbe da poche unità fino a contarne migliaia.
Nella metà degli anni novanta, il Symmetrix si espanse dal mondo dei mainframe (Bus and Tag, ESCON) a quello dei sistemi aperti (SCSI) e furono aggiunte funzionalità di replica come SRDF (replica remota) e TimeFinder (replica locale). Altri tipi di interfaccia per storage (per esempio Fibre channel, FICON, iSCSI) furono aggiunte in seguito. Il sistema Symmetrix è stato leader nel settore Storage Area Networks (SAN) prima con quello basato su Fibre Channel e poi su Ethernet.

## Symmetrix serie V-Max
I sistemi EMC Symmetrix della serie V-Max sono sistemi storage di classe enterprise da usarsi in ambiente open e mainframe. I sistemi V-Max eseguono l'ambiente operativo Enginuity e sono disponibili in due modelli:
- Il sistema Symmetrix V-Max scalabile
- Il sistema Symmetrix V-Max SE dotato di un solo engine.

### Il sistema Symmetrix V-Max
Il sistema Symmetrix V-Max appartiene agli storage array di fascia alta, è dotato di una system bay separata dalle storage bay. Il sistema può essere espanso partendo da un sistema dotato di un solo engine con una singola storage bay fino ad un sistema con otto engine e dieci storage bay. Gli aggiornamenti online sono ottenibili aggiungendo uno o più V-Max engine o storage bay aggiuntive. Ogni V-Max engine contiene due Symmetrix V-Max director dotati di notevole potenza di calcolo, memoria fisica, porte front-end e back-end. La capacità dei drive è aumentata installando disk array enclosure da 4Gb/s alla storage bay.

### Il sistema Symmetrix V-Max SE
Il sistema Symmetrix V-Max è quello dotato di un singolo engine Symmetrix. I sistemi Symmetrix V-Max SE sono configurati in un singolo contenitore che contiene sia la system logic che gli hard disk.

## Serie Symmetrix DMX
La famiglia DMX dei Symmetrix disk array fu lanciata nel febbraio 2003. Questa nuova linea di array rimpiazzò la vecchia linea a connessione diretta con un array i cui componenti sono tutti interconnessi. Il lancio di questa famiglia avvenne con il sistema modulare DMX800 e quello monolitico DMX1000. Le versioni successive furono DMX2, DMX3 e DMX4.

## Confronto fra le piattaforme
|                              | Symmetrix V-Max                                 | Symmetrix V-Max SE                             | Symmetrix DMX-4                                | Symmetrix DMX-4 950                            |
| ---------------------------- | ----------------------------------------------- | ---------------------------------------------- | ---------------------------------------------- | ---------------------------------------------- |
| Numero massimo di drive      | 2400                                            | 360                                            | 2400                                           | 360                                            |
| Architettura                 | Virtual Matrix Architecture                     | Virtual Matrix Architecture                    | Direct Matrix Architecture                     | Direct Matrix Architecture                     |
| Numero massimo di director   | 16                                              | 2                                              | N/A                                            | N/A                                            |
| Tipi di connessione          | FC, FICON, Gigabit Ethernet, iSCSI              | FC, FICON, Gigabit Ethernet, iSCSI             | FC, FICON, ESCON, Gigabit Ethernet, iSCSI      | FC, Gigabit Ethernet, iSCSI                    |
| Connettività                 | Fino a 128 porte in base ai tipi di connessione | Fino a 16 porte in base ai tipi di connessione | Fino a 64 porte in base ai tipi di connessione | Fino a 16 porte in base ai tipi di connessione |
| Numero massimo di porte SRDF | 32 (porte SRDF FC o GbE)                        | 4 (porte SRDF FC o GbE)                        | 8 (porte SRDF GbE)                             | 8 (porte SRDF GbE)                             |

## Software Symmetrix

### SRDF
La famiglia di software per il mirroring remoto Symmetrix SRDF (Symmetrix Remote Data Facility) permette di implementare vari livelli di continuità del servizio e di disaster recovery. La famiglia di prodotti SRDF permette di mantenere più copie dei dati in maniera indipendente dall'host. I sistemi Symmetrix che ospitano le copie potrebbero essere nella stessa stanza, in edifici differenti dello stesso complesso oppure a distanza di centinaia o migliaia di chilometri.

## Software di gestione
EMC fornisce delle applicazioni per gestire gli array Symmetrix. Queste applicazioni permettono di eseguire operazioni che anni fa erano ad uso esclusivo degli ingegneri EMC. Di seguito una lista delle applicazioni per il controllo e la gestione dei Symmetrix:

## Symmetrix Features for Mainframe
Symmetrix fornisce delle funzioni specifiche per la compatibilità con gli storage array per i mainframe forniti da IBM. Queste caratteristiche sono elencate qui di seguito: